# Libro della Terra
Il Libro della Terra, in origine Creazione del disco solare,  fa parte di quei testi della religione dell'antico Egitto destinati ad accompagnare il defunto nel suo viaggio nell'aldilà per consentirgli di "vivere" ancora nel mondo ultraterreno.
Si tratta, generalmente, di formule e di racconti incentrati sul viaggio notturno del Dio sole (nelle sue diverse manifestazioni) e della sua lotta con le forze del male (tra cui il serpente Apophis) che tentano, nottetempo, di fermarlo per non farlo risorgere al mattino.
Il Libro della Terra è costituito da composizioni nate nel corso della XIX e della XX dinastia e descrive, in quattro parti, il viaggio notturno del sole attraverso il mondo dell'aldilà per risorgere ogni giorno.
In questo testo sono particolarmente citati gli dei Geb, Tatenen e Aker ed il loro aiuto nel periglioso viaggio di Aton nella Duat.
Appare nelle camere funerarie delle ultime tombe della Valle dei Re del periodo ramesside, nonché su molti sarcofagi antropoidi dello stesso periodo.
Il Libro della Terra è riportato nelle seguenti tombe della Valle dei Re (riportate in ordine cronologico di regno dei "Titolari", ove noti):
- Ramses VI (in origine scavata per Ramses V), XX dinastia, tomba KV9;
- Ramses VII, XX dinastia, tomba KV1;
- Ramses IX, XX dinastia, tomba KV6.